# Moulineaux
Moulineaux település Franciaországban, Seine-Maritime megyében. Lakosainak száma 943 fő (2022. január 1.). Moulineaux Sahurs, Saint-Ouen-de-Thouberville, La Bouille, Grand-Couronne és La Londe községekkel határos.

## Népesség
A település népességének változása:
| Lakosok száma | 962  | 957  | 968  | 944  | 935  | 928  | 922  | 932  | 943  |
|               | 2013 | 2015 | 2016 | 2017 | 2018 | 2019 | 2020 | 2021 | 2022 |